# 特磨
特磨，又稱磨氈、磨中，是宋代時期位於中國西南由壯族、彝族先民組成的酋邦，先後受到大理國、宋朝、元朝的羈縻統治。

## 疆域
特磨領地大致包含今雲南省文山州东部和广西壮族自治区那坡縣、靖西市等地。

## 歷史
開寶四年（971年），宋滅南漢，大理國趁機佔領南漢西北部羈縻地區，置特磨道，治延眾鎮（今雲南省文山州富寧縣歸朝鎮）。大理對特磨道首領授以布燮官，進行羈縻統治。
儂智高攻宋時，儂智高以金帛、人口攏絡特磨道布燮侬夏诚，並將其母阿儂嫁給儂夏誠之弟儂夏卿，換取特磨道出兵響應。皇祐五年（1053年），侬智高兵败逃往大理国，阿儂收拾残部转入特磨道投靠儂夏誠、儂夏卿，整軍精武伺机再起。皇祐六年（1054年），阿儂被宋軍发峒兵击败，在特磨道被俘。
儂智高兵敗後，宋朝為加強對大理、安南的情蒐與防務，乃接管特磨道，派漢人官兵駐紮延眾鎮並招撫諸酋，儂夏卿一族遂歸附宋朝。元豐七年（1084年），宋軍裁撤延眾鎮。
蒙古滅大理之後，蒙軍於寶祐六年（1258年）兵臨特磨，奪得特磨道西部地區。德祐元年（1275年），元軍主力從鄂州順江而下，意在滅宋，特磨道知事儂士貴乃降元，並於至元十四年（1277年）獲授為特磨道將軍兼廣南西路宣撫使，隸湖廣行省。大德元年（1297年），廣南西路宣撫司改隸雲南行省，特磨道作為政治實體歷時三百餘年，始不復存在。

## 經濟
宋室南渡後，宋朝失去與西北邊疆民族購買馬匹的管道，乃於廣西設立買馬司。特磨與羅殿、自杞等國位處大理國與南宋之間，每年都從大理買馬再轉賣給宋朝，以換取食鹽、錦帛等物資。